# 恩里克·加斯帕爾-林包
恩里克·加斯帕爾-林包（西班牙語：Enrique Lucio Eugenio Gaspar y Rimbau，1842年3月2日—1902年9月7日）是一名西班牙外交官兼作家，创作戏剧、说唱剧（即轻歌剧）和小说。其代表作为科幻小说《El anacronópete》（自造词，义为“逆时间而行者”），在H.G.威尔斯的“开山作”时间机器之前已经率先描述用机器进行时间旅行的故事。